# Palutrus scapulopunctatus
Palutrus scapulopunctatus är en fiskart som först beskrevs av De Beaufort 1912.  Palutrus scapulopunctatus ingår i släktet Palutrus och familjen smörbultsfiskar. Inga underarter finns listade i Catalogue of Life.